# Coppa Sabatini 1952
La Coppa Sabatini 1952, prima edizione della corsa intitolata a Giuseppe Sabatini, si svolse il 9 ottobre 1952 su un percorso di 210 km con partenza e arrivo a Peccioli. Riservata a dilettanti e indipendenti, fu vinta dall'italiano Primo Volpi, che completò il percorso in 5h40'00" precedendo per distacco i connazionali Enzo Nannini e Rino Angelini.

## Ordine d'arrivo (Top 10)
| Pos. | Corridore           | Squadra        | Tempo    |
| ---- | ------------------- | -------------- | -------- |
| 1    | Primo Volpi         | Arbos-Pirelli  | 5h40'00" |
| 2    | Enzo Nannini        | U.S. Pistoiese | a 5'30"  |
| 3    | Rino Angelini       |                | a 7'00"  |
| 4    | Roberto Masoni      |                | a 7'05"  |
| 5    | Adriano Benedettini |                | s.t.     |
| 6    | Gino Cartacci       |                | a 7'45"  |
| 7    | Mario Monti         |                | s.t.     |
| 8    | Bruno Pasquini      | Fiorelli       | a 9'15"  |
| 9    | Mario Vestri        |                | s.t.     |
| 10   | Pasquale Bandettini |                | a 11'00" |